# Triclinio

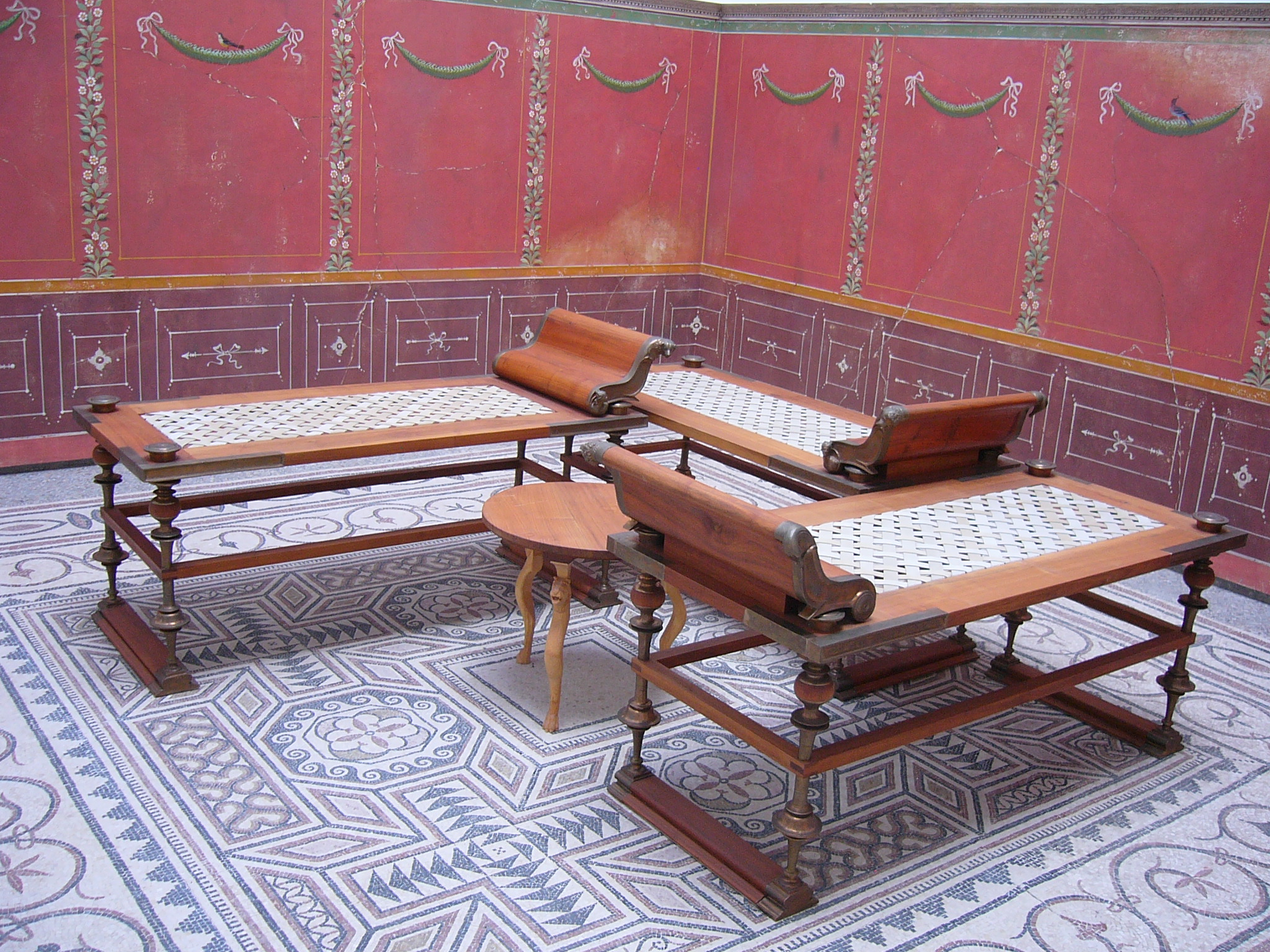
Reproducción de un triclinio en el Museo Arqueológico de Múnich, Alemania.

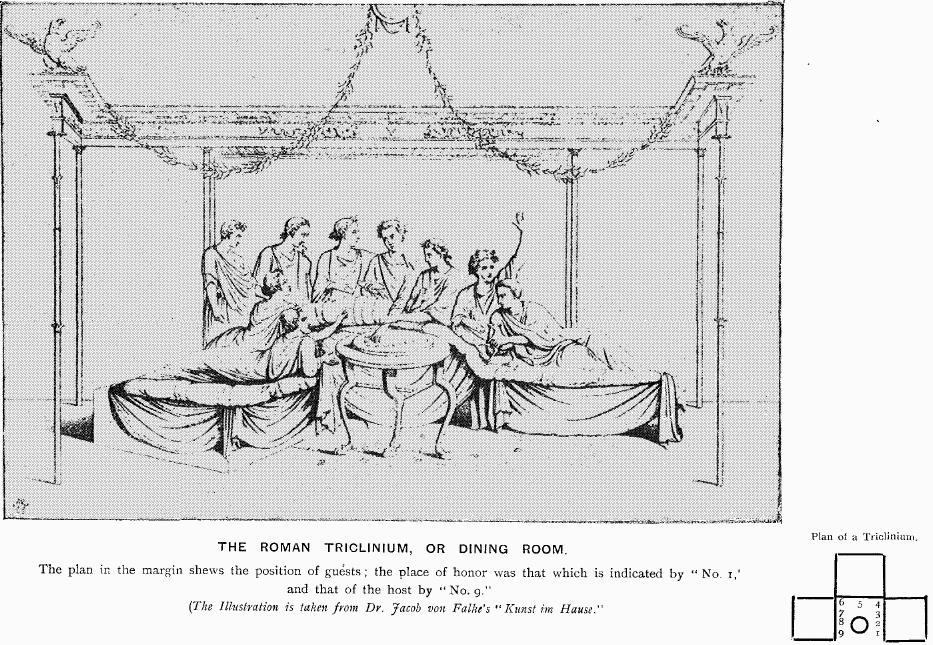
Ilustración de un triclinium romano.

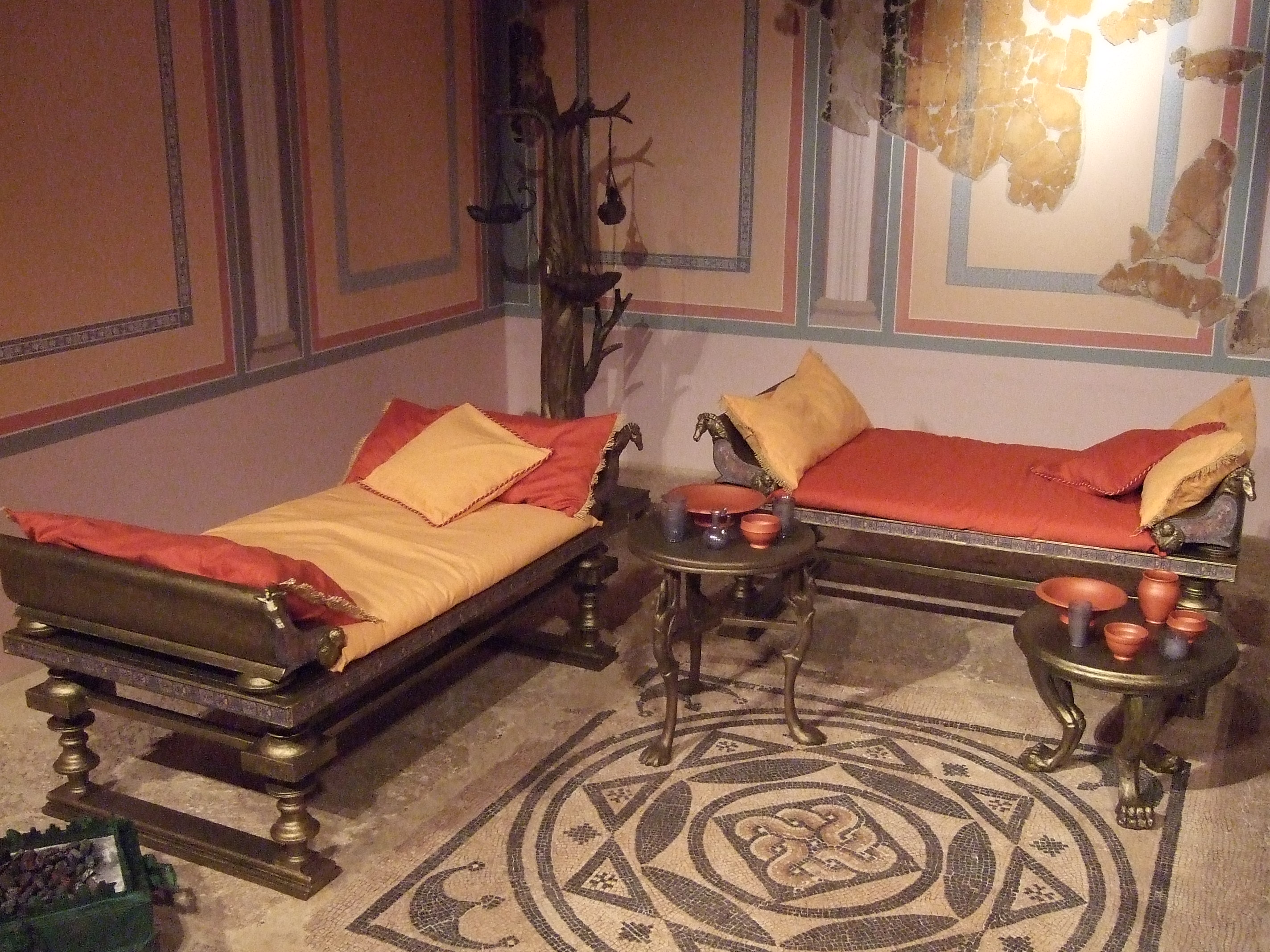
Reproducción de un triclinio en Caesaraugusta (Zaragoza), España.

Un triclinio (del latín, triclinium y plural, triclinia y ésta del griego τρικλίνιον, triklinion, de τρι-, tri-, "tres", y κλίνη, klinē, especie de "diván" o "sillón largo") es una estancia destinada a comedor formal en un edificio romano o grecorromano.
El triclinio se caracteriza por utilizar tres klinai dispuestos alrededor de una mesa baja normalmente cuadrada, en tres de sus lados, como en forma de U, dejando el cuarto despejado para permitir acercarse a los sirvientes con múltiples platos gastronómicos traídos de la cocina (culina). Generalmente, el lado abierto se situaba de cara a la entrada de la sala. Cada lecho, con una pequeña inclinación de unos 10º, era lo suficientemente amplio como para dar cabida a tres comensales que se reclinaban sobre su lado izquierdo sobre cojines. Los invitados eran entretenidos con música, cantos o danzas.
En la Antigua Roma, las viviendas de las personas pudientes solían tener un triclinium y los más ricos podían tener dos o más, que eran utilizados según las estaciones del año y la orientación del sol. Los de primavera o verano se orientaban al norte o al este y se dejaban abiertos hacia el atrium o jardín y los de otoño e invierno se orientaban al sur y se cerraban. 
La costumbre de utilizar los klinai mientras se disfrutaba de una comida en lugar de sentarse se hizo popular ya entre los griegos a principios del siglo VII a. C. Desde aquí se extendió a sus colonias en el sur de Italia (Magna Grecia) y fue finalmente adoptada por los etruscos. En contraste con la tradición griega de que sólo hubiese invitados masculinos en la estancia del comedor formal, denominado andrōn, mientras que las comidas de todos los días se tomaban con el resto de la familia en el denominado oikos, los etruscos parece que no restringieron el uso del klinē a los hombres. Es probable que los romanos pudiesen haber visto primero la utilización de los klinai por los etruscos, pero pudieron haber perfeccionado su práctica, cuando tuvieron un contacto más directo con la cultura griega.

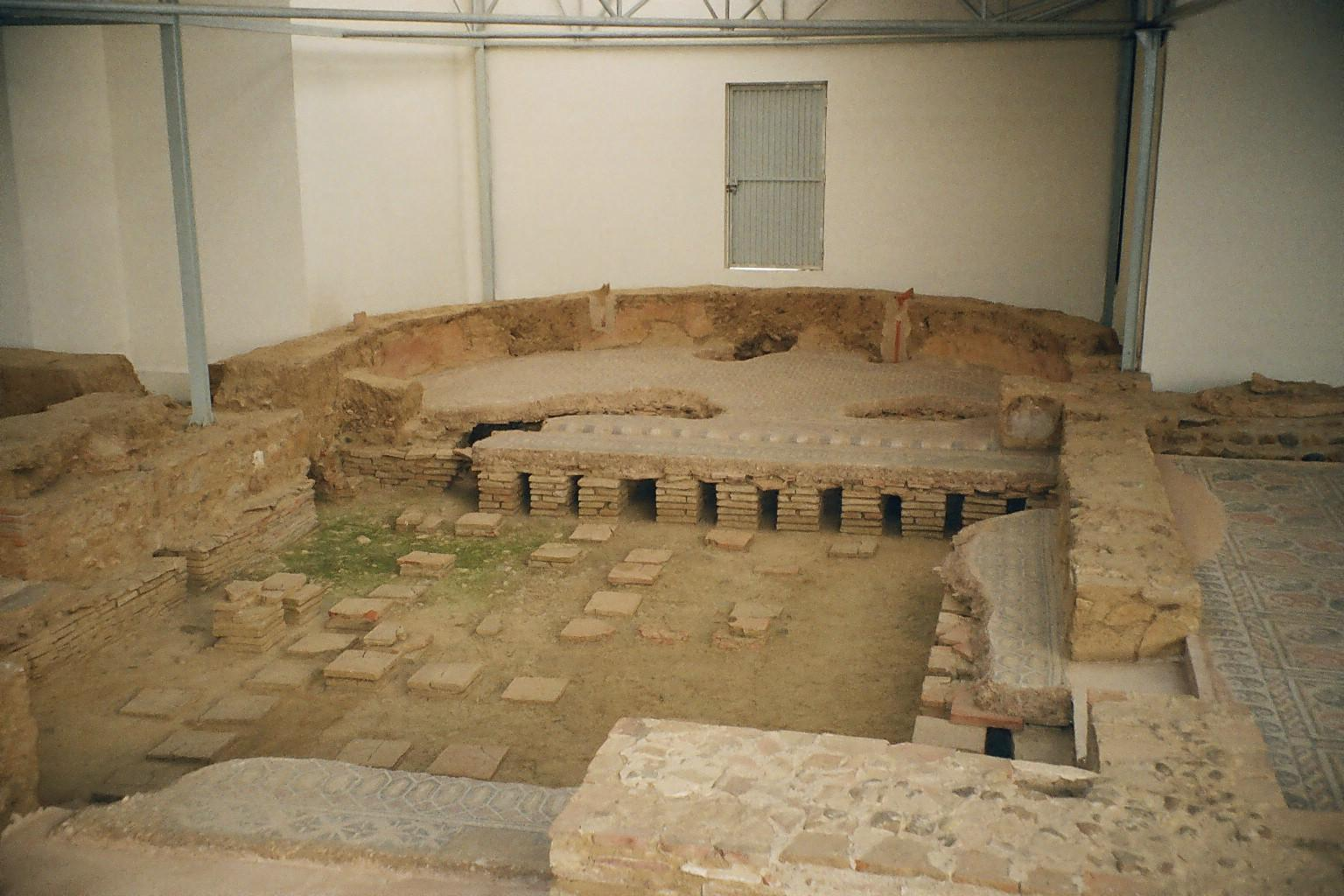
Ruinas del triclinio central de la Villa Romana de La Olmeda (Palencia, España), que contaba con un Hipocausto para climatizar la estancia.

La cena fue un ritual en la vida doméstica romana, que duraba desde las últimas horas de la tarde hasta bien entrada la noche. Por lo general, eran invitados entre 9 y 20 comensales, dispuestos alrededor de la mesa en un orden establecido donde se subrayaba la importancia del estatus y la cercanía familiar con el dominus. Como espacio privilegiado, los triclinia tenían una decoración muy elaborada, con escenas de perspectiva compleja en frescos murales, con pavimentos de mosaico. Los temas de Dioniso-Baco, Venus, y las naturalezas muertas de alimentos eran muy populares, por razones obvias. 

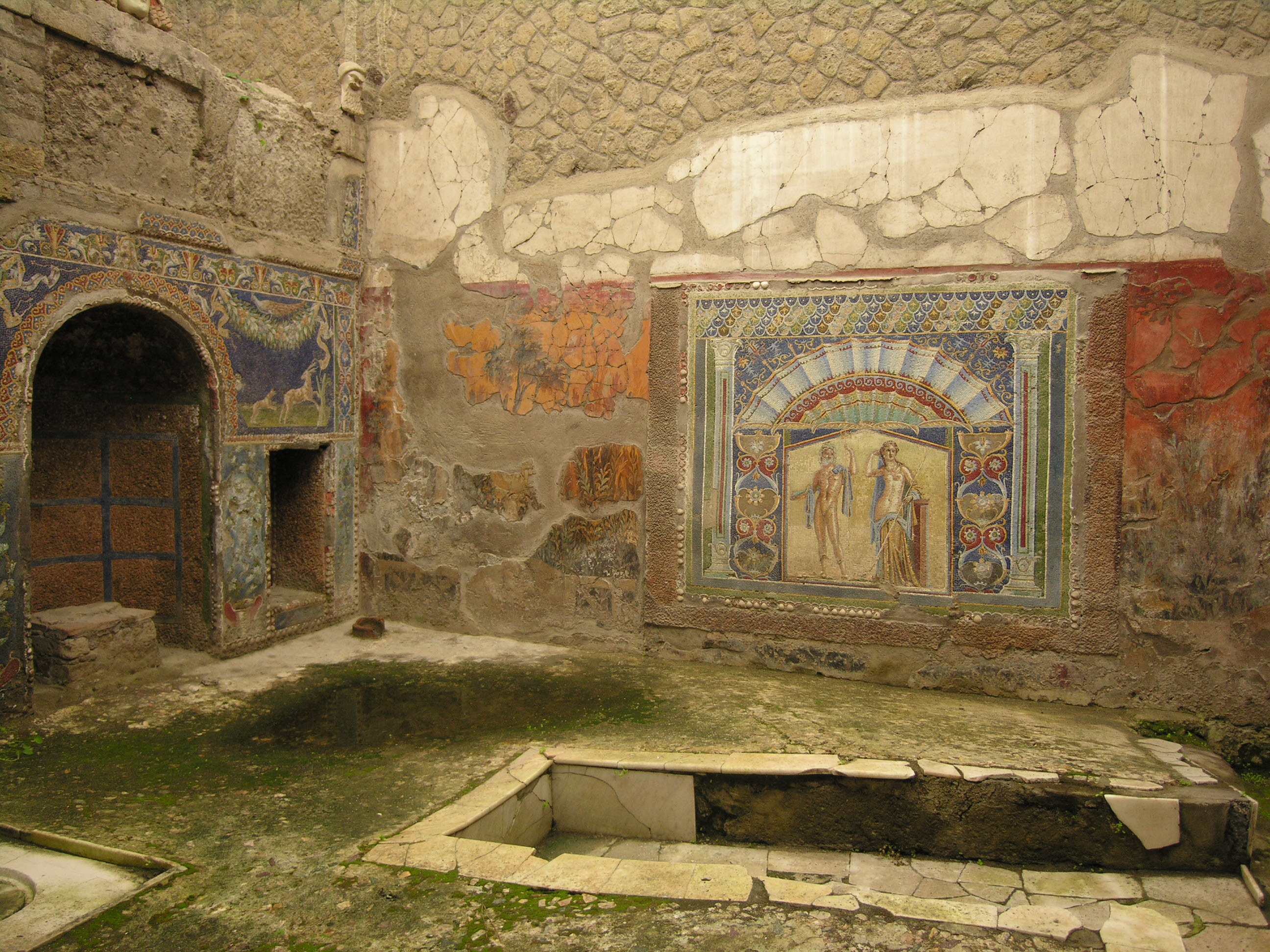
Triclinio de una domus en Herculano, Italia.

Cuando se disponía de varios triclinios, el principal o maius triclinium  se utilizaba para las cenas con mayor número de invitados, que normalmente incluía a muchos clientes del propietario. Los triclinios más pequeños se utilizaban para cenas con un número más exclusivo de comensales, con lo que su decoración era, al menos, tan elaborada como en el grande, con temas tan populares como el amor, el vino o la comida. Sin embargo, debido a su asociación con el patrocinio y ya que el entretenimiento comprendía, con frecuencia, recitados de alto nivel intelectual, como la épica, los  triclinium minus podían tener una decoración más "seria", con escenas de la Eneida y formar un conjunto con el dormitorio (cubiculum) adyacente.
Petronio en su novela El Satiricón escribe que la casa del rico liberto Trimalción tenía varios triclinia.